# Ey Reqîb

Vlag van Koerdistan

Ey Reqîb (O, vijand) is het Koerdische volkslied. Er zijn verschillende versies van dit lied, wat komt door de verschillende dialecten en schrijfwijzen van het Koerdisch. Het was het volkslied van de Republiek Mahabad.

## Kurmanci/Bahdini
Ey Reqîb
Ey Reqîb her, maye qewmê Kurd ziman
Naşikê û danayê, topên zeman (2x)
Kes nebê Kurd dimirin (2x)
Kurd jîn dibin
Jîn dibin qet nakeve ala Kurdan (2x)
Em xortên, rengê sor û şoreş in
Seyr bike xwîna rîyan, me da rijand (2x)
Kes nebê Kurd dimirin (2x)
Kurd jîn dibin
Jîn dibin qet nakeve ala Kurdan (2x)
Em xortên, Medya û Keyxûsrew in,
Dîn îman û ayîn man, her niştiman
Dîn îman û ayîn man, Kurd û Kurdistan
Kes nebê Kurd dimirin  (2x)
Kurd jîn dibin
Jîn dibin qet nakeve ala Kurdan (2x)
Lawê Kurd ra,-bûye ser pê wek şêran
Ta bi xwîn nexşîn bike, tacê jîyan (2x)
Kes nebê Kurd dimirin (2x)
Kurd jîn dibin
Jîn dibin qet nakeve ala Kurdan (2x)
Xortên nu tev, hazir û amade ne
Can fîda ne can fîda, her can fîda
Can fîda ne can fîda, her can fîda!

## Sorani
EY REQÎB
Ey reqîb her mawe qewmî Kurd ziman,
Nay sikên danery topî zeman
Kes nelê Kurd mirduwe
Kurd zîn duwe,
Zîn duwe qet nanewê alakeman
Ême roley rengî sûr û soris în,
Seyrîke xwênawiya raburdûman
Kes nelê Kurd mirduwe
Kurd zîn duwe,
Zîn duwe qet nanewê alakeman
Ême roley Midya û Keyhusrew în,
Dînîman û ayînman her Kurdistan
Dînîman û ayînman Kurd u Kurdistan
Kes nelê Kurd mirduwe
Kurd zîn duwe,
Zîn duwe qet nanewê alakeman
Lawî Kurd hestaye ser pê wek dilêr,
Ta be xwên nexsîn deka tacî jiyan
Kes nelê Kurd mirduwe
Kurd zîn duwe,
Zîn duwe qet nanewê alakeman
Lawî Kurdî hazir û amadeye,
Giyan fîdan e, giyan fîda her giyan fîda,
Giyan fîdan e, giyan fîda her giyan fîda

## Zazaki
EY REQÎB
Ey reqîb milete Kırmanc zone xora esto
Qe zu zeman tuvang u xora ne rîjîno
Kêsra mewaze ke Kırmancî merdê
Kîrmanc î wose, Kırmanc î wose
Bayraxa înu ke zu zeman ne na war
Make xorte rengê sur ê sorîs yîme
Kay ke gonîa makê ma na raedê cando
Kêsra mewaze ke Kırmancî merdê
Kîrmanc î wose, Kırmanc î wose
Bayraxa înu ke zu zeman ne na war
Ma domanê Medya be Keyhusrew yîme
Hurdîmêna dîn u îman ű wolatê mawe
Hurdîmêna dîn u îman ű Kırmancî be Kurdîstan î
Kêsra mewaze ke Kırmancî merdê
Kîrmanc î wose, Kırmanc î wose
Bayraxa înu ke zu zeman ne na war
Xorte Kırmanc je aslanî wostê ra
tace jîhan gonî ra nexesne ne
Kêsra mewaze ke Kırmancî merdê
Kîrmanc î wose, Kırmanc î wose
Bayraxa înu ke zu zeman ne na war
Xorte Kırmanc qeytî hazır î amadeye
Gundî hazırê cane xo fêda kere
Poure cane xo fêda kene, cı cane xokê esto

## Nederlands
O, vijand
O, vijand de Koerdische natie leeft met zijn taal
Kan nooit verslagen worden door wapens der aller tijden
Laat niemand zeggen Koerden zijn dood
Koerden leven, Koerden leven
Hun vlag zal nooit vallen
Wij de jeugd zijn de rode kleur van de revolutie
Kijk ons bloed hebben we geofferd op deze weg
Laat niemand zeggen Koerden zijn dood
Koerden leven, Koerden leven
Hun vlag zal nooit vallen
Wij zijn de kinderen van de Meden en Keyhusrew
Beiden ons geloof en religie is ons Vaderland
Beiden ons geloof en religie is Koerd en Koerdistan
Laat niemand zeggen Koerden zijn dood
Koerden leven, Koerden leven
Hun vlag zal nooit vallen
De Koerdische jeugd is als leeuw in opstand gekomen
Om de kroon van het leven te versieren met bloed
Laat niemand zeggen Koerden zijn dood
Koerden leven, Koerden leven
Hun vlag zal nooit vallen
De Koerdische jeugd is der aller tijden bereid en
Voor altijd gereed om hun leven te offeren
Alle leven offeren, alle leven dat ze hebben